# Kang Ae-shim
Kang Ae-shim (kor. 강애심; ur. 28 lutego 1963) –  południowokoreańska aktorka.

## Kariera
Kang Ae-shim występuje od 2006 w produkcjach telewizyjnych i filmowych.
W 2024 wcieliła się w rolę Jang Geum-ja w drugim sezonie serialu Netflixa Squid Game.

## Filmografia

### Filmy
- 2006: Old Miss Diary jako córka Hawaii
- 2007: Mother jako buddystka
- 2008: A Man who was Superman jako pracowniczka Czerwonego Krzyża
- 2010: Secret Love jako starsza sąsiadka
- 2016: Fourth Place jako matka studenta Harwardu
- 2017: Another Way jako matka Jung-Wona
- 2019: Kim Ji-Young, urodzona w 1982 jako babcia Ji-yeong
- 2023:
  - Rebound jako żona dyrektora
  - Concrete Utopia jako matka Young-Tak

### Telewizja
- 2021:
  - Mad for Each Other jako matka Hwi-oh
  - Bae-deu-aen-keu-re-i-ji jako Seung-sook Seo
- 2022:
  - Trzydzieści dziewięć jako dyrektorka domu dziecka (gościnnie)
  - Niezwykła prawniczka Woo jako Yeong-ran Choi (gościnnie)
- 2024:
  - Kkeutnaejuneun haegyeolsa jako Jeong-sook Park
  - Squid Game jako Jang Geum-ja (149)